# لینولئین
لینولئین (به انگلیسی: Linolein) با فرمول شیمیایی C۵۷H۹۸O۶ یک ترکیب شیمیایی با شناسه پاب‌کم ۷۹۰۴۲ است. که جرم مولی آن ۸۷۹٫۳۸۴ g/mol می‌باشد. 